# Glódís Perla Viggósdóttir
Glódís Perla Viggósdóttir (født 27. juni 1995) er en islandsk fodboldspiller, der spiller som forsvarsspiller for Bayern München i den tyske Frauen-Bundeliga og Islands kvindefodboldlandshold.

## Hæder

### Klub
Stjarnan
- Bikarkeppni kvenna: 2012
- Islandske kvinders League Cup: 2013
- Islandske kvinders Super Cup: 2012

FC Rosengård
- Damallsvenskan: 2019[1]
- Svenska Cupen: 2017, 2018